# نورالدین بداوی

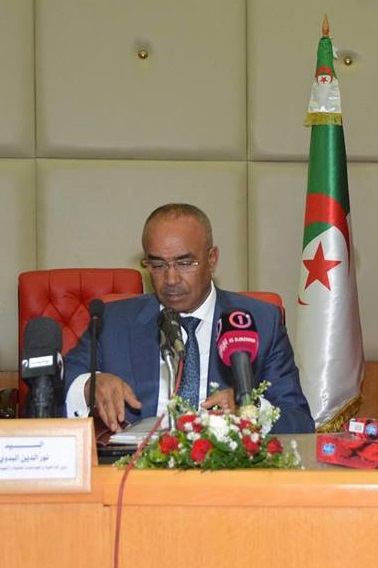
مصاحبه خبری با نورالدین بداوی

نورالدین بداوی (به عربی: نور الدين بدوي)؛ زادهٔ ۲۲ دسامبر ۱۹۵۹ سیاستمدار اهل الجزایر است. او از ۱۱ مارس ۲۰۱۹ تا ۱۹ دسامبر ۲۰۱۹ نخست‌وزیر الجزایر بود. او پیش از آن از سال ۲۰۱۵ در سمت وزیر کشور مشغول به کار بوده‌است.